# Karl-Heinz Bormuth
Karl-Heinz Bormuth (* 7. August 1929; † 10. Februar 2020 in Marburg) war ein deutscher evangelischer Theologe, Studienrat, Gründer und langjähriger Direktor des Marburger Bibelseminars (MBS).

## Leben und Wirken
Karl-Heinz Bormuth absolvierte in Marburg ein Studium in Anglistik, evangelische Theologie und Pädagogik. Danach arbeitete er zunächst als Studienrat am Gymnasium in Bad Arolsen und wechselte 1964 zum Deutschen Gemeinschafts-Diakonieverband (DGD) nach Marburg. Als Referent und Pädagoge betreute er vier Jahre lang das zugehörige Diakonissenmutterhaus Hebron in Marburg-Wehrda. 1968 wechselte er in die Zentrale des DGD nach Marburg, um unter anderem an der dortigen Evangelischen Hochschule Tabor humanwissenschaftliche Fächer zu dozieren. Im November 1971 gründete er das Marburger Bibelseminar als Ausbildungsstätte für ehrenamtlich Mitarbeitende, das er bis zu seinem Ruhestand 1996 leitete. Er entwickelte das Programm von anfangs mehrwöchigen Kursangeboten bis hin zur dreijährigen Bibelschul-Ausbildung, die zum kirchlich anerkannten Abschluss als Jugendreferentin/Jugendreferent qualifizierte. An der heute als MBS bezeichneten pietistischen Ausbildungsstätte werden Studenten sowohl zu staatlich anerkannten Erziehern als auch zu kirchlich anerkannten Gemeindepädagogen ausgebildet. 1974 rief er die Krankenpflege-Hochschule Marburg ins Leben, die er ebenfalls leitete.
Er war Mitglied des Gnadauer Theologischen Arbeitskreises und Mitarbeiter an der Elberfelder Bibel mit Erklärungen.
Bormuth war ab 1957 mit der Schriftstellerin Lotte Bormuth verheiratet. Die beiden haben fünf Kinder. Bekannt wurde das Ehepaar auch durch die Weihnachtsfeier für Einsame und Obdachlose, die es über 50 Jahre lang in den Räumen der Evangelischen Gemeinschaft Marburg-Süd organisierte und die bis zu 170 Besucher zählt. Bis 2017 leiteten sie gemeinsam Freizeiten in ganz Deutschland.

## Auszeichnungen
2015 wurde Bormuth zusammen mit seiner Ehefrau, der Schriftstellerin Lotte Bormuth, mit dem Historischen Stadtsiegel der Stadt Marburg geehrt, unter anderem für ihr Engagement in der Armen- und Obdachlosenbetreuung.

## Veröffentlichungen
- Alte Gebote und neue Moral, Verlag der Francke-Buchhandlung, Marburg an der Lahn 1972, ISBN 978-3-920345-34-5.
- ... wie ein Freund auf dem Weg. Entdeckungen in den Psalmen (Zum 100-jährigen Jubiläum des Deutschen Gemeinschafts-Diakonieverbandes im Oktober 1999), Francke-Verlag, Marburg 2000, ISBN 978-3-86122-444-0.
- Das kann nur Gott. Entdeckungen im Markus-Evangelium (Andachten), Francke-Verlag, Marburg 2000, ISBN 978-3-86122-480-8.

als Mitautor
- mit Kurt Heimbucher (Hrsg.): Gott für die Welt ... wir sagen es weiter! Ein Beitrag zur Frage der Evangelisation, Gnadauer Verlag, Denkendorf 1977, ISBN 978-3-87262-006-4.
- mit Klaus Meiß (Hrsg.): Gottesdienst (Reihe: Pro ekklesia. Die Gemeinde Gottes. Beiträge für Theologie und Gemeindeaufbau), Francke-Verlag, Marburg 1991, ISBN 978-3-88224-895-1.
- mit Christoph Morgner und Theo Schneider: Markus-Evangelium. Bibelgesprächshilfe 1/96 (Reihe: Leben aus dem Wort – Gnadauer Bibellese: Bibel im Gespräch), Gnadauer Verlag, Dillenburg 1996.
- mit Lotte Bormuth: Sternstunden des Glaubens (aus dem Leben von Dietrich Bonhoeffer, Vincent van Gogh, Martin Buber und anderen), Francke-Verlag, Marburg 2005, ISBN 978-3-86122-775-5.
- Luther und die deutsche Sprache. In: Christoph Morgner (Hrsg.): Tinte, Thesen, Temperamente. Ein Lesebuch auf den Spuren von Martin Luther, Brunnen Verlag, Gießen 2016, ISBN 978-3-7655-2064-8.

Lexikalische Beiträge
Artikel in: ELThG2 – Band 1: Evangelisches Lexikon für Theologie und Gemeinde, Neuausgabe 2017, ISBN 978-3-417-26801-0.
- Adiaphora
- Fluch / Fluchen III

Aufsätze
- mit Helmut Burkhardt, John Stott und Peter Beyerhaus: Die Lausanner Verpflichtung. Dokumentation. Lausanne 1974. In:  theologische beiträge. 5. Jg. 6–74. Brockhaus, Wuppertal 1974.
- Diakonische Gaben. In: Kurt Heimbucher (Hrsg.): Eine Gnade, viele Gaben. Beiträge zum biblischen Zeugnis von den Gnadengaben, Gnadauer Verlag, Denkendorf 1980, ISBN 978-3-87262-010-1.
- Stunde Gottes. In: Hoch anstimmen. Festschrift zum 80. Geburtstag von Pfarrer Theo Wendel, Francke-Verlag, Marburg 2006, ISBN 978-3-86122-854-7.
- Dem Volk aufs Maul schauen. Martin Luther und die deutsche Sprache. In: Christoph Morgner (Hrsg.): Tinte, Thesen, Temperamente. Ein Lesebuch auf den Spuren von Martin Luther, Brunnen-Verlag, Gießen 2016, ISBN 978-3-7655-2064-8.